# A Special Night with Demi Lovato
A Special Night with Demi Lovato foi a quarta turnê solo da cantora e atriz norte -americana Demi Lovato, feita para promover seu terceiro álbum em estúdio, Unbroken. Os coreógrafos do programa So You Think You Can Dance, Travis Wall e Tony Testa, foram os responsáveis pelas coreografias dos shows, dirigidos por Wade Robson.
A turnê iniciou-se em 17 de setembro de 2011, em Nova Iorque, Estados Unidos, e sua última apresentação ocorreu no dia 30 de setembro de 2012, no Rio de Janeiro, Brasil, onde a cantora se apresentou no Festival Z. A turnê foi dividida em três fases: An Evening With Demi Lovato (2011), A Special Night with Demi Lovato (2011 e 2012) e Summer Tour 2012. Durante a passagem de som do show em Hershey, Demi afirmou que, após o término de suas apresentações com a Summer Tour, ela e sua banda pretendem fazer shows na Europa, Austrália e outros países, dando origem, assim, à Unbroken World Tour, possível quarta fase da turnê. A backing vocal de Demi, Shari, também afirmou as possíveis apresentações através de sua conta no Twitter Apesar da confirmação, a nova fase da tour não foi concretizada.
a special night with demi lovato arrecadou 42 milhões de dolares

## Precedentes: An Evening with Demi Lovato
Inicialmente, a cantora realizou duas apresentações "introdutórias", as quais receberam o nome de An Evening with Demi Lovato. A primeira delas ocorreu em Los Angeles, no dia 17 de setembro de 2011, e outra em Nova Iorque, no dia 23 de setembro do mesmo ano. Os ingressos para ambos os shows esgotaram-se em poucos minutos.
As apresentações foram consideradas "prévias" para o restante da turnê. "Nós faremos o mesmo show, só que um pouco diferente, melhor e maior. (...) Estávamos apenas experimentando com a apresentação, tentando perceber como as coisas sairiam e dando aos meus fãs algo que os levaria, de fato, para a turnê", comenta Lovato sobre as apresentações iniciais.
Na An Evening with Demi Lovato, Demi Lovato apresentou um cover da canção "How to Love", do rapper Lil Wayne, mas revelou que pretende apresentar outras canções no restante da turnê. "Estou pensando, talvez, em um cover do Maroon 5 ou Lady Gaga. Gosto de 'Born This Way' e 'Moves Like Jagger', gostaria de cantar uma dessas".

## A Special Night with Demi Lovato

### 2011
Após se apresentar em Los Angeles e Nova Iorque com suas apresentações-base, Demi Lovato dá início à A Special Night with Demi Lovato. A turnê começou em 16 de novembro de 2011, em Detroit, e terminou em 16 de dezembro do mesmo ano, na cidade de San Juan, em Porto Rico, totalizando 11 apresentações. Quatro dançarinos foram contratados para seguir esta turnê com Demi Lovato.  As apresentações contaram com diversos figurinos e coreografias, além de um cover da música Moves Like Jagger, da banda Maroon 5.
Muitos fãs acreditavam na sequência da turnê por outros países, mas isso não aconteceu. As outras fases da turnê mudaram de nome e não tiveram mais coreografias e dançarinos. Lovato voltou a se apresentar sozinha no palco, com sua banda no fundo sem quaisquer coreografia apesar de sensualizar em musicas como All Night Long e Who's That Boy.

### 2012
Após o término da A Special Night with Demi Lovato - 2011 , Demi apresentou-se, no início de 2012, em festivais, como o Festival Verano Iquique, Florida Strawberry Festival, Borderfest e Austin Rodeo. No mês seguinte, a cantora leva sua turnê para a América Latina, dando início, assim, à A Special Night with Demi Lovato - 2012. Trata-se da segunda etapa de A Special Night with Demi Lovato. Com um total de 13 apresentações, a tour inicia-se em 13 de abril de 2012 na Cidade do Panamá, e termina em 3 de maio do mesmo ano, em Monterrey, no México. Países como Venezuela, Peru, Chile, Paraguai, Uruguai, Argentina e Brasil receberam shows dessa turnê.
No Brasil, Lovato apresentou-se no Rio de Janeiro, São Paulo e Belo Horizonte, nos dias 19, 20 e 22 de abril, respectivamente. Os ingressos para a apresentação de São Paulo esgotaram-se em menos de 24 horas, levando a Tickets For Fun - empresa responsável pela vinda da cantora ao país - a agendar um show extra na cidade para o dia 30 do mesmo mês.

### 2013
Após a segunda etapa da A Special Night With Demi Lovato, a cantora Demi Lovato veio a anunciar que faria shows na Ásia e Europa em 2013. Assim começou a terceira etapa da turnê da "A Special Night With Demi Lovato - 2013". A tour aconteceu em dois lugares no Estados Unidos e quatro shows na Ásia que conta com países: Singapura, Filipinas, Indonésia e Malasia. Um show foi adicionado na Europa que foi a Rússia.

## Bandas de abertura
- We the Kings (A Special Night with Demi Lovato - 2011)
- Áddamo (Lima, Peru)
- Laura Rizzotto (São Paulo, Brasil) (20 de abril)
- Rajar ( Rio de Janeiro e Belo Horizonte, Brasil)
- Lu Alone (Rio de Janeiro, Brasil)
- College 11 (São Paulo) (30 de abril)

## Repertório
1. "All Night Long"
2. "Got Dynamite"
3. "Hold Up"
4. Medley
  1. "Catch Me"
  2. "Don't Forget"
5. "Who's That Boy"
6. "You're My Only Shorty"
7. "My Love Is Like A Star"
8. Medley
  1. "Get Back"
  2. "Here We Go Again"
  3. "La La Land"
9. "Lightweight"
10. "Skyscraper"
11. "How to Love" (cover de Lil Wayne)
12. "Together"

Encore:
1. "Remember December"
2. "Unbroken (canção)"

1. "All Night Long"
2. "Got Dynamite"
3. "Hold Up"
4. Medley
  1. "Catch Me"
  2. "Don't Forget"
5. "Who's That Boy"
6. "My Love Is Like A Star"
7. "Fix a Heart"
8. Medley
  1. "Get Back"
  2. "Here We Go Again"
  3. "La La Land"
9. "Lightweight"
10. "Skyscraper"
11. "Moves Like Jagger" (cover de Maroon 5)
12. "Together"
13. "Give Your Heart a Break" (somente em Porto Rico)

Encore:
1. "Remember December"
2. "Unbroken (canção)"

1. "All Night Long"
2. "Got Dynamite"
3. "Hold Up"
4. "Get Back"
5. Medley
  1. "Catch Me"
  2. "Don't Forget"
6. "My Love Is Like A Star"
7. "Fix a Heart"
8. "Who's That Boy"
9. "You're My Only Shorty"
10. Medley
  1. "Here We Go Again"
  2. "La La Land"
11. "Lightweight"
12. "Skyscraper"
13. "How to Love" (cover de Lil Wayne)
14. "Moves Like Jagger" (cover de Maroon 5) (somente em São Paulo e Belo Horizonte)
15. "Together"
16. "Remember December"

Encore:
1. "Give Your Heart a Break"
2. "Unbroken (canção)"

1. "Unbroken (canção)"
2. "Get Back"
3. "Here We Go Again"
4. "La La Land"
5. "Don't Forget"
6. "My Love Is Like A Star"
7. "The House That Built Me" (cover de Miranda Lambert)
8. "Fix a Heart"
9. "Catch Me"
10. "Lightweight"
11. "Skyscraper"
12. "Turn Up the Music" (cover de Chris Brown)
13. "Heart Attack"
14. "Remember December"

Encore:
1. "Give Your Heart a Break"

1. "Heart Attack"
2. "Made in the USA"
3. "Titanium" (cover de David Guetta) (Cantada somente em San Diego)
4. "Get Back"
5. "La La Land"
6. "Really Don't Care" (feat. Cher Lloyd) (Cantada somente em Mansfield)
7. "Don't Forget"
8. "Stay (cover de Rihanna) (Cantada somente em Mansfield)
9. "Skyscraper"
10. "Give Your Heart a Break"

## Datas da turnê
| Data                               | Cidade           | País           | Local                               |
| ---------------------------------- | ---------------- | -------------- | ----------------------------------- |
| América do Norte                   |                  |                |                                     |
| 17 de setembro de 2011             | Nova Iorque      | Estados Unidos | Hammerstein Ballroom                |
| 23 de setembro de 2011             | Los Angeles      | Estados Unidos | Club Nokia                          |
| 16 de novembro de 2011             | Detroit          | Estados Unidos | Fox Theatre                         |
| 18 de novembro de 2011             | Mashantucket     | Estados Unidos | The MGM Grand Theater               |
| 19 de novembro de 2011             | Hershey          | Estados Unidos | Hershey Theatre                     |
| 22 de novembro de 2011             | Kansas City      | Estados Unidos | Sprint center                       |
| 25 de novembro de 2011             | Houston          | Estados Unidos | Verizon Wireless Theater            |
| 26 de novembro de 2011             | Grand Prairie    | Estados Unidos | Verizon Theatre at Grand Prarie     |
| 27 de novembro de 2011             | New Orleans      | Estados Unidos | Mahalia Jackson Theater             |
| 29 de novembro de 2011             | St. Louis        | Estados Unidos | Peabody Opera House                 |
| 1 de dezembro de 2011              | Atlanta          | Estados Unidos | The Cobb Energy Centre              |
| 3 de dezembro de 2011              | Chicago          | Estados Unidos | Rosemont Theatre                    |
| 5 de Dezembro de 2011              | Indianapolis     | Estados Unidos | Egyptian Room                       |
| 6 de Dezembro de 2011              | Buffalo          | Estados Unidos | First Niagara Center                |
| 7 de Dezembro de 2011              | Philadelphia     | Estados Unidos | Wells Fargo Center                  |
| 8 de Dezembro de 2011              | Lowell           | Estados Unidos | Tsongas Center at UMass Lowell      |
| 9 de Dezembro de 2011              | New York City    | Estados Unidos | Madison Square Garden               |
| 10 de Dezembro de 2011             | Sunrise          | Estados Unidos | BankAtlantic Center                 |
| 11 de Dezembro de 2011             | Tampa            | Estados Unidos | St. Pete Times Forum                |
| 16 de dezembro de 2011             | San Juan         | Porto Rico     | José Miguel Agrelot Coliseum        |
| América do Sul                     |                  |                |                                     |
| 4 de fevereiro de 2012             | Iquique          | Chile          | Estádio Tierra de Campeones[A]      |
| América do Norte e América Central |                  |                |                                     |
| 2 de março de 2012                 | Plant City       | Estados Unidos | Wish Farms Soundstage[B]            |
| 4 de março de 2012                 | Hidalgo          | Estados Unidos | State Farm Arena[C]                 |
| 13 de março de 2012                | Austin           | Estados Unidos | Travis County Expo Center[D]        |
| 13 de abril de 2012                | Cidade do Panamá | Panamá         | Figali Convention Center            |
| América do Sul                     |                  |                |                                     |
| 15 de Abril de 2012                | Caracas          | Venezuela      | Terraza del C.C.C.T.                |
| 17 de Abril de 2012                | Lima             | Peru           | Explanada del Monumental            |
| 19 de Abril de 2012                | Rio de Janeiro   | Brasil         | Citibank Hall                       |
| 20 de Abril de 2012                | São Paulo        | Brasil         | Credicard Hall                      |
| 22 de Abril de 2012                | Belo Horizonte   | Brasil         | Chevrolet Hall                      |
| 24 de Abril de 2012                | Santiago         | Chile          | Movistar Arena                      |
| 26 de Abril de 2012                | Assunção         | Paraguai       | Yacht y Golf Club                   |
| 28 de Abril de 2012                | Buenos Aires     | Argentina      | Estádio Coberto Malvinas Argentinas |
| 29 de Abril de 2012                | Montevidéu       | Uruguai        | Velódromo Municipal                 |
| 30 de Abril de 2012                | São Paulo        | Brasil         | Credicard Hall                      |
| América do Norte                   |                  |                |                                     |
| 2 de maio de 2012                  | Cidade do México | México         | Auditório Nacional                  |
| 3 de maio de 2012                  | Monterrey        | México         | Arena Monterrey                     |
| 2 de Março de 2013                 | Orlando, Flórida | Estados Unidos | Universal Studios Orlando           |
| 3 de Março de 2013                 | Houston, Texas   | Estados Unidos | Reliant Stadium                     |
| Asia                               |                  |                |                                     |
| 18 de Março de 2013                | Singapura        | Singapura      | The Hard Rock Hotel                 |
| 20 de Março de 2013                | Cidade Quezon    | Filipinas      | Smart Araneta Coliseum              |
| 22 de Março de 2013                | Kuala Lumpur     | Malásia        | KLCC Outdoor Plaza                  |
| 24 de Março de 2013                | Jacarta          | Indonésia      | Istora Senayan                      |
| Europa                             |                  |                |                                     |
| 27 de Março de 2013                | Moscow           | Rússia         | Crocus City Hall                    |
| América Central e América do Norte |                  |                |                                     |
| 14 de Abril de 2013                | Bridgetown       | Barbados       | Breakfast in Barbados               |
| 10 de Maio de 2013                 | Chula Vista      | Estados Unidos | Summer Kick Off Concert             |
| 18 de Maio de 2013                 | Mansfield        | Estados Unidos | Kiss Concert                        |
| 15 de Junho de 2013                | Chicago          | Estados Unidos | B96 Pepsi SummerBash                |
| 1 de Setembro de 2013              | San Antonio      | Estados Unidos | Illusions Theater                   |
| 14 de Setembro de 2013             | Pomona           | Estados Unidos | Fairplex Grandstand                 |

## Arrecadação
| Local                   | Cidade                 | Ingressos vendidos / Disponíveis | Valor arrecadado |
| ----------------------- | ---------------------- | -------------------------------- | ---------------- |
| Fox Theatre             | Detroit                | 2,.821 / 3.841 (73%)             | US$131.210       |
| MGM Grand at Foxwoods   | Mashantucket           | 3.565 / 3.565 (100%)             | US$6.152.418     |
| Hershey Theatre         | Hershey                | 110.831 / 110.831 (100%)         | US$6.987.135     |
| The Midland by AMC      | Kansas City            | 1.039 / 1.624 (100%)             | US$6.250.731     |
| Verizon Theatre         | Grand Prairie          | 2.596 / 3.275 (89%)              | US$5.825.122     |
| Mahalia Jackson Theater | New Orleans            | 1.581 / 2.127 (74%)              | US$5.776.820     |
| Peabody Opera House     | St. Louis              | 1.146 / 2.599 (100%)             | US$6.554.127     |
| Rosemont Theatre        | Chicago                | 3.765 / 4.274 (98%)              | US$6.170.618     |
| Credicard Hall          | São Paulo Brazil       | 13,224 / 13,224 (100%)           | US$6.916,672     |
| Citibank Hall           | Rio de Janeiro, Brazil | 7,687 / 7,687 (100%)             | US$6.498,296     |
| Chevrolet Hall          | Belo Horizonte, Brazil | 4,353/ 4,353 (100%)              | US$6.286,387     |
| UNIMET                  | Caracas, Venezuela     | 8,651/ 8,651 (100%)              | US$6.508,792     |
| Auditorio Nacional      | Mexico City, Mexico    | 250,250 / 250,520 (100%)         | US$6.544,042     |
| Jockey Club             | Lima, Peru             | 11,580 / 11,580 (100%)           | US$6.960,470     |
| Monterrey Arena         | Monterrey, Mexico      | 100,300 / 100,300 (100%)         | US$6.960,470     |
| Total                   | Total                  | 280.208 / 280.620 (100%)         | US$22,000        |